# Festo SmartBird

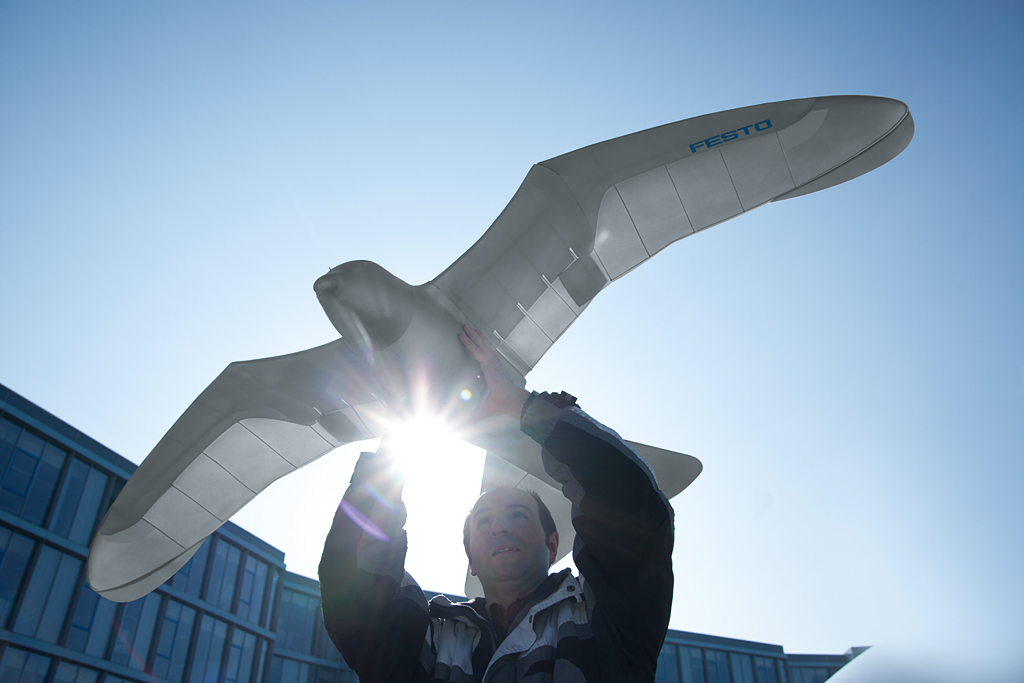
Festo SmartBird перед польотом

SmartBird — безпілотний орнітоптер, розроблений компанією Festo як частина біонічної навчальної мережі (нім. Bionic Learning Network). Розробка спрямована на кращу аеродинаміку та максимальну маневреність. У квітні 2011 року SmartBird була представлена громадськості на Ганноверському ярмарку.

## Особливості
З допомогою SmartBird маховий політ птаха був реалізований технічно шляхом біоніки, для розшифровування особливостей пташиного польоту. Базуючись на польоті мартина сріблястого шляхом моделювання методами біомехатроніки було реалізовано по-іншому, ніж у попередніх махольотах (орнітоптерах) автоматичний запуск, політ і посадку самостійно. Крила апарата б'ються не тільки вниз, а змінюють свою геометрію цілеспрямовано. Це відбувається за рахунок активного шарніру торсіонного приводу, який забезпечує підйомну силу і рух.

## Опис

### Інтеграція функцій
Функція інтеграції пов'язаних приводів забезпечує рішення, які можуть бути передані в технології автоматизації для розробки та оптимізації технології гібридного приводу. Можливі сфери застосування від привідних крил для генерації енергії до приводів для автоматизованих технологічних процесів.

### Моніторинг стану
Під час польоту SmartBird постійно фіксуються дані про положення і кручення крила. Контрольні параметри кручення можна регулювати в реальному часі під час польоту і таким чином оптимізувати. Це забезпечує стабільність польоту, а отже, підвищує безпеку експлуатації «птаха».

### Енерго- та ресурсозбереження
Низьке використання матеріалу та легка конструкція з вуглецевих волокон підвищують енергоефективність польоту SmartBird.

## Технічні характеристики
Технічні дані SmartBirds:
| Довжина:                  | 1,07 м |
| розмах:                   | 1,96 м |
| вага:                     | 0,45 кг |
| батарея:                  | Літій-полімерний акумулятор, 2 осередки, 7.4 В, 450 мА |
| сервоприводи:             | 2 цифрові сервоприводи силою 35 Н для керування головою та хвостом; 2 цифрові сервоприводи для кручення крила з ходом 45 градусів, час відпрацювання 0,03 сек; |
| ел. потужність:           | 23 Вт |
| конструкція:              | Легка конструкція з ребрами і лонжеронами, виготовленими з вуглепластика                                                                                       |
| панель:                   | екструдований пінополіуретан |
| мікроконтролер:           | Texas Instruments LM3S811 32-бітний ARM — RISC з тактовою частотою 50 МГц, пам'ять 64 Кбайт, оперативна пам'ять 8 Кбайт                                        |
| радіопередача:            | Двонаправлена радіопередача 868 МГц / 2,4 ГГц відповідно до протоколу ZigBee                                                                                   |
| двигун:                   | електричний Compact 135, безщітковий |
| датчики:                  | Позиціонування двигуна 3× датчики Хола TLE4906 |
| акселерометр:             | LIS302DLH |
| керування живленням:      | 2 батареї LiPo з монітором напруги та струму ACS715 |
| Управління світолодіодом: | TPIC 2810D |